# London Borough of Sutton

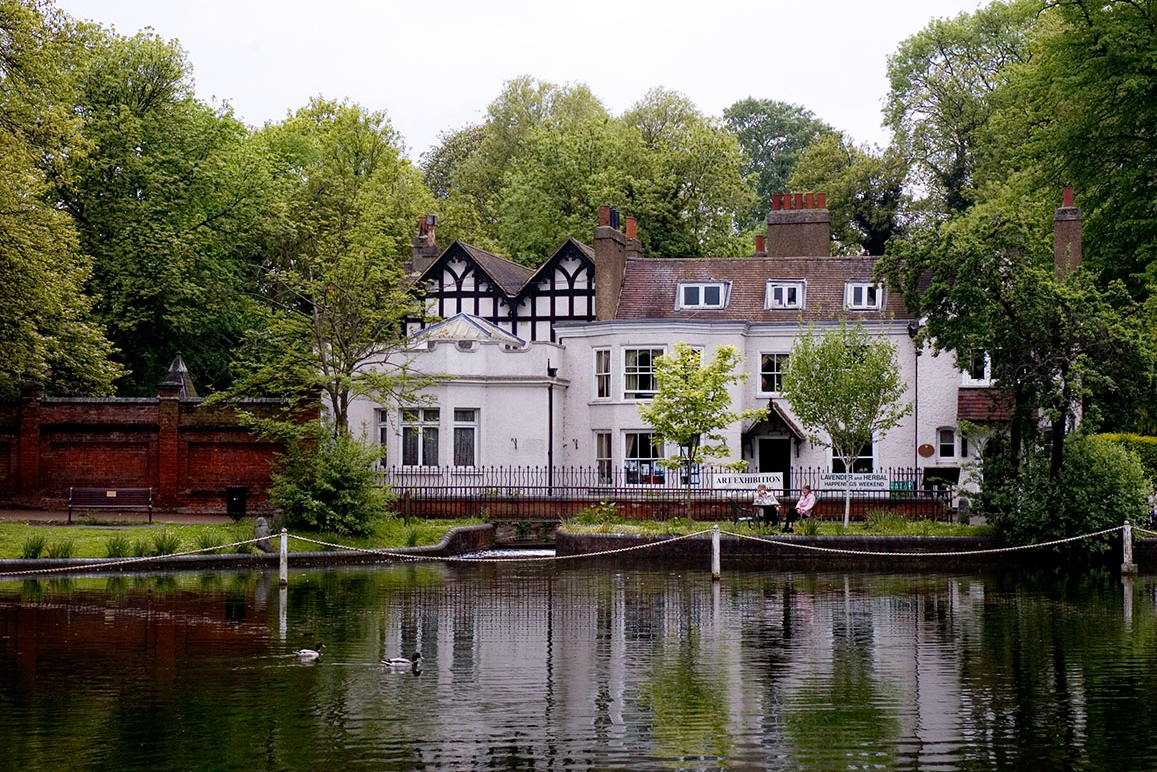
Honeywood Museum

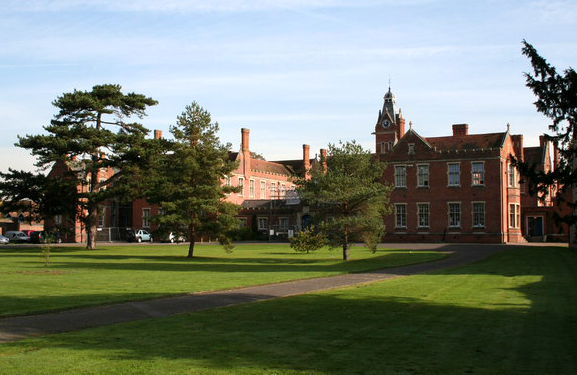
Carew Manor

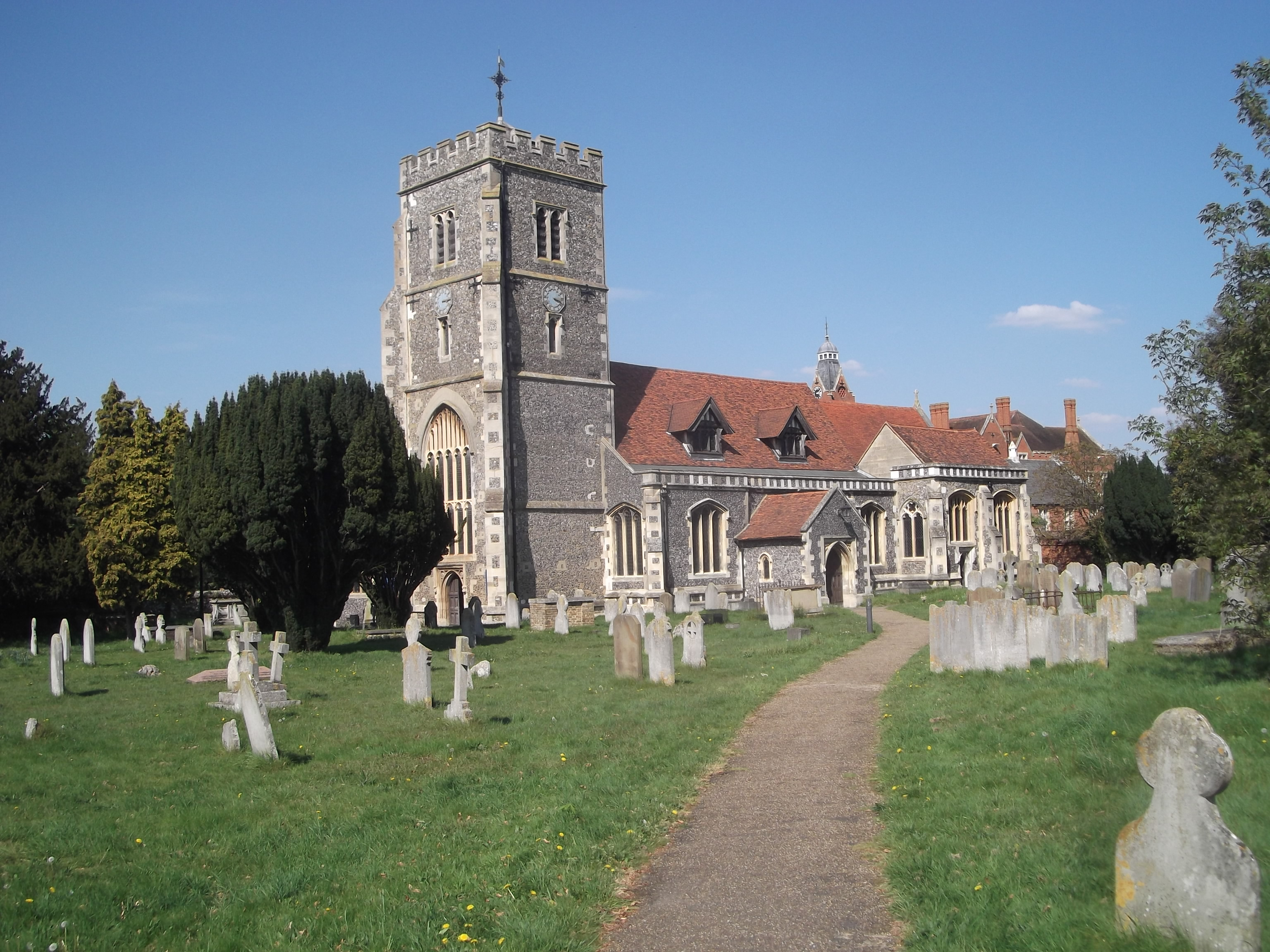
Kościół St. Mary’s

London Borough of Sutton – jedna z 32 gmin Wielkiego Londynu położona w jego południowej części. Wraz z 19 innymi gminami wchodzi w skład tzw. Londynu Zewnętrznego. Władzę stanowi Rada Gminy Sutton (ang. Sutton Council).

## Historia
Gminę utworzono w 1965 roku na podstawie ustawy London Government Act 1963 z obszarów Sutton and Cheam (ang. Municipal Borough of Sutton and Cheam)  utworzonego w 1934 roku, Beddington and Wallington (ang. Municipal Borough of Beddington and Wallington) utworzonego w 1937 roku oraz Carshalton (ang. Carshalton Urban District) utworzonego w 1894 roku.

## Geografia
Gmina Sutton ma powierzchnię 43,85 km², graniczy od północy z Merton, od zachodu z Kingston upon Thames, od wschodu z Croydon, zaś od południa kolejno z dystryktami Epsom and Ewell i Reigate and Banstead w hrabstwie Surrey.
W skład gminy Sutton wchodzą następujące obszary:
| - Beddington - Beddington Corner - Belmont - Benhilton - Carshalton - Carshalton Beeches - Carshalton on the Hill - Cheam - Hackbridge | - Little Woodcote - North Cheam - Rosehill - St. Helier (także w Merton) - South Beddington - Sutton - The Wrythe - Wallington - Woodcote Park - Worcester Park (także w Epsom and Ewell w hrabstwie Surrey) |

Gmina dzieli się na 18 okręgów wyborczych które nie pokrywają się dokładnie z podziałem na obszary, zaś mieszczą się w dwóch rejonach tzw. borough constituencies – Carshalton and Wallington i Sutton and Cheam.
| - Beddington North (Carshalton and Wallington) - Beddington South (Carshalton and Wallington) - Belmont (Sutton and Cheam) - Carshalton Central (Carshalton and Wallington) - Carshalton South and Clockhouse (Carshalton and Wallington) - Cheam (Sutton and Cheam) - Nonsuch (Sutton and Cheam) - St Helier (Carshalton and Wallington) - Stonecot (Sutton and Cheam) | - Sutton Central (Sutton and Cheam) - Sutton North (Sutton and Cheam) - Sutton South (Sutton and Cheam) - Sutton West (Sutton and Cheam) - The Wrythe (Carshalton and Wallington) - Wallington North (Carshalton and Wallington) - Wallington South (Carshalton and Wallington) - Wandle Valley (Carshalton and Wallington) - Worcester Park (Sutton and Cheam) |

## Demografia
W 2011 roku gmina Sutton miała 190 146 mieszkańców.
Podział mieszkańców według grup etnicznych na podstawie spisu powszechnego z 2011 roku:
| - Biali Brytyjczycy: 133 854 (70,9%) - Biali Irlandczycy: 3 219 (1,7%) - Irish Travellers: 193 (0,1%) - Pozostali biali: 11 183 (5,9%) - Mieszani Karaibowie: 2 298 (1,2%) - Mieszani Afrykanie: 838 (0,4%) - Mieszani Azjaci: 2 286 (1,2%) - Pozostali mieszani: 1 712 (0,9%) - Hindusi: 6 454 (3,4%) | - Pakistańczycy: 2 595 (1,4%) - Banglijczycy: 1 183 (0,6%) - Chińczycy: 2 240 (1,2%) - Pozostali Azjaci: 9 563 (5,0%) - Czarni Afrykanie: 5 471 (2,9%) - Czarni Karaibowie: 2 742 (1,4%) - Pozostali czarni: 907 (0,5%) - Arabowie: 976 (0,5%) - Pozostałe grupy etniczne: 1 432 (0,8%) |

Podział mieszkańców według wyznania na podstawie spisu powszechnego z 2011 roku:
- Chrześcijaństwo –  58,4%
- Islam – 4,1%
- Hinduizm – 4,2%
- Judaizm – 0,3%
- Buddyzm – 0,7%
- Sikhizm – 0,2%
- Pozostałe religie – 0,4%
- Bez religii – 24,6%
- Nie podana religia – 7,1%

Podział mieszkańców według miejsca urodzenia na podstawie spisu powszechnego z 2011 roku:
| - Wielka Brytania (152 390 – 80,14%) - Sri Lanka (3 386 – 1,78%) - Indie (3 196 – 1,68%) - Irlandia (2 339 – 1,23%) - Polska (2 100 – 1,10%) - Południowa Afryka (1 616 – 0,85%) - Pakistan (1 287 – 0,68%) - Filipiny (1 016 – 0,53%) - Niemcy (872 – 0,46%) - Ghana (869 – 0,46%) - Zimbabwe (862 – 0,45%) - Nigeria (840 – 0,44%) - Kenia (767 – 0,40%) - Włochy (665 – 0,35%) | - Chiny (607 – 0,32%) - Bangladesz (567 – 0,30%) - Iran (564 – 0,30%) - Jamajka (563 – 0,30%) - Portugalia (488 – 0,26%) - Francja (480 – 0,25%) - Turcja (401 – 0,21%) - Australia (381 – 0,20%) - Hiszpania (387 – 0,20%) - Rumunia (357 – 0,19%) - Stany Zjednoczone (364 – 0,19%) - Litwa (346 – 0,18%) - Somalia (91 – 0,05%) - pozostali (12 345 – 6,49%) |

## Transport

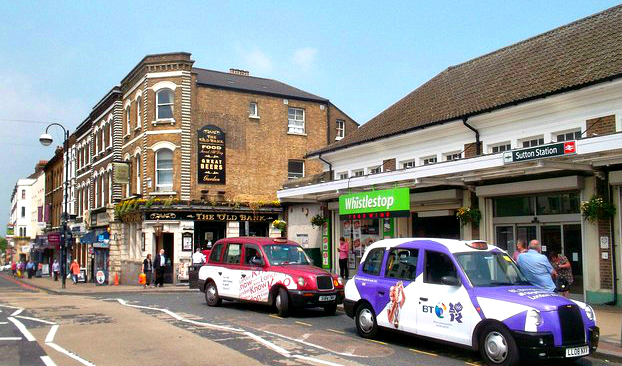
stacja Sutton

Sutton jest jedną z sześciu londyńskich gmin przez którą nie przebiega ani jedna linia metra.
Pasażerskie połączenia kolejowe na terenie Sutton obsługują przewoźnicy:  First Capital Connect, South West Trains i Southern.
Stacje kolejowe:
- Belmont
- Carshalton
- Carshalton Beeches
- Cheam
- Hackbridge
- Sutton
- Sutton Common
- Wallington
- West Sutton
- Worcester Park (na granicy z Kingston upon Thames)

Na terenie gminy Sutton działa system komunikacji tramwajowej Tramlink.
Przystanki tramwajowe:
- Beddington Lane (na granicy z Merton)
- Therapia Lane (na granicy z Croydon)

## Miejsca i muzea

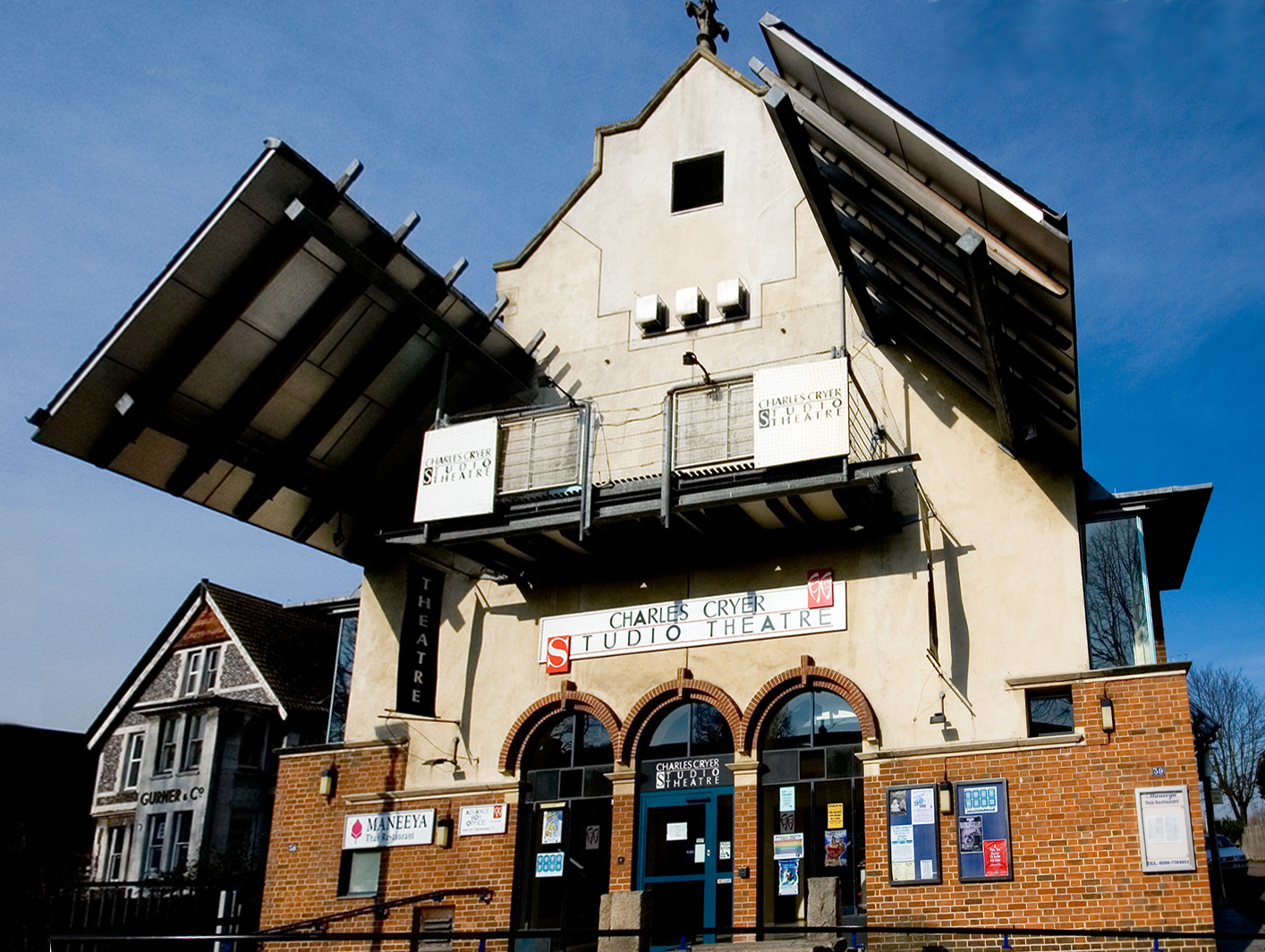
Charles Cryer Studio Theatre

- Honeywood Museum[12]
- Little Holland House[13]
- Whitehall (Cheam)[14]
- Carew Manor[15]
- Secombe Theatre[16]
- Charles Cryer Studio Theatre[17]
- BedZED – ekologiczne osiedle[18]
- Oaks Golf Club[19]
- Cuddington Golf Club[20]
- Woodcote Park Golf Club[21]

## Edukacja
- Carshalton College[22]

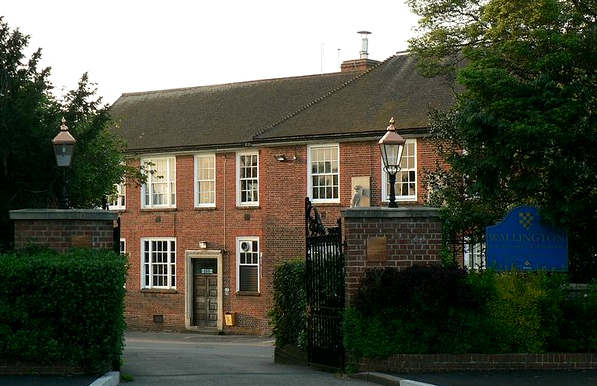
Wallington County Grammar School for Boys

- Sutton College of Learning for Adults[23]
- Carshalton Boys Sports College[24]
- Carshalton High School for Girls[25]
- Cheam High School[26]
- Glenthorne High School[27]
- Greenshaw High School[28]
- Nonsuch High School for Girls[29]
- Overton Grange School[30]
- St. Philomena's Catholic High School for Girls[31]
- Stanley Park High School[32]
- Sutton Grammar School for Boys[33]
- John Fisher School[34]
- Wallington County Grammar School for Boys[35]
- Wallington High School for Girls[36]
- Wilson’s School[37]

## Znane osoby
W Sutton urodzili się m.in.
- John Major – polityk
- Harry Aikines-Aryeetey – lekkoatleta
- Paul Greengrass – scenarzysta i reżyser
- Tony Barton – piłkarz i trener piłkarski
- Jeff Beck – gitarzysta rockowy
- James Hunt – kierowca wyścigowy
- Quentin Crisp – pisarz i aktor
- Joanna Rowsell – kolarka szosowa i torowa
- Neil Sullivan – piłkarz
- Peter Manley – darter
- Rebecca Romero – wioślarka i kolarka torowa
- Phyllis King – tenisistka